# The Wolf of Wall Street
The Wolf of Wall Street är en amerikansk biografisk kriminalkomedi från 2013, regisserad av Martin Scorsese. Filmen är baserad på Jordan Belforts självbiografi med samma namn. Huvudrollen som Belfort spelas av Leonardo DiCaprio och filmen hade premiär den 25 december i USA och den 10 januari 2014 i Sverige.
Övriga medverkade i filmen är Jonah Hill som Donnie Azoff (baserad på Danny Porush), Margot Robbie som Belforts fru, Naomi Lapaglia, Matthew McConaughey som Belforts chef, Mark Hanna, Kyle Chandler som FBI agenten Patrick Denham, Rob Reiner som Belforts far, Max, och Jean Dujardin som Jean-Jacques Saurel.
Filmen är det femte samarbetet mellan Martin Scorsese och Leonardo DiCaprio.

## Handling
1987 börjar Jordan Belfort (Leonardo DiCaprio) att jobba som börsmäklare på Wall Street för L.F. Rothschild, anställd under Mark Hanna (Matthew McConaughey), vilket snabbt lockar honom till de beroendeframkallande delarna av börsmäklarkulturen, och han börjar utveckla en mentalitet som kretsar kring att han själv ska kunna tjäna så mycket pengar som möjligt. Jordan finner sin karriär avslutad, till följd av svarta måndagen. Han tar ett jobb på en liten börsmäklarfirma på Long Island, som specialiserar sig inom frimärksaktier. Tack vare sin aggressiva försäljningsstil och de höga provisionerna får Jordan till slut en mindre förmögenhet. 
Jordan blir vän med sin granne Donnie Azoff (Jonah Hill), och tillsammans grundar de sin egen firma. De rekryterar Jordans föräldrar, som är revisorer, samt flera av Jordans vänner, som Jordan utbildar i konsten att "sälja hårt". Firmans grundmetod är ett s.k. pumpa-och-dumpa-bedrägeri. För att dölja detta ger Jordan firman det respektabla namnet "Stratton Oakmont". Efter en exposé i Forbes flockas hundratals av ambitiösa unga finansiärer till hans företag.
Samtidigt som Jordan blir oerhört framgångsrik, påbörjar han sin nya dekadenta livsstil som kantas av prostituerade och metakvalon. Han har en affär med en kvinna vid namn Naomi Lapaglia (Margot Robbie). När hans fru Teresa upptäcker detta skiljer de sig, och han gifter sig med Naomi, för att snart få en dotter, Skylar. Samtidigt börjar den amerikanska värdepappersmyndigheten, United States Securities and Exchange Commission, och FBI undersöka Stratton Oakmont.
Jordan tjänar på ett illegalt vis 22 miljoner dollar inom tre timmar genom att ha försäkrat Steve Maddens börsintroduktion. Detta leder till att han och hans firma blir uppmärksammade av FBI, i huvudsak av agent Patrick Denham (Kyle Chandler). För att dölja sina olagligt tjänade pengar, upprättar Jordan ett schweiziskt bankkonto med den korrupta bankiren Jean-Jacques Saurel (Jean Dujardin) i Naomis faster Emmas (Joanna Lumley) namn. Emma är brittisk medborgare och därmed utom räckhåll för amerikanska myndigheter. Han använder sin fru och svåger genom sin vän Brad Bodnick (Jon Bernthal), som har europeiska pass, för att smuggla in pengar till Schweiz. 
Donnie hamnar i ett offentligt slagsmål med Brad, och samtidigt som Donnie försöker fly arresteras Brad. Jordan lär sig också från sin privata utredare att FBI avlyssnar hans telefon. Av rädsla för sin son försöker Jordans fader få honom att lämna Stratton Oakmont och ligga lågt medan Jordans advokat iscensätter en affär för att göra så att han inte hamnar i fängelse. Jordan vill däremot inte sluta, och övertalar sig själv att säga att han ska stanna, i mitten av sitt avskedstal.
Jordan, Donnie och deras fruar är på en yachtresa till Italien, när de får veta att moster Emma har dött i en hjärtattack. Trots invändningarna från hans sörjande hustru, och hans båtkapten, beslutar Jordan sig för att segla till Monaco, så att de kan åka till Schweiz utan att få sina pass stämplade vid gränsen och reglera bankkontot, men en våldsam storm gör så att deras yacht kapsejsar. Efter att de blivit räddade av den italienska kustbevakningen, upptäcker de att planet som är sänt för att ta dem till Genève har blivit förstört när en mås flugit in i motorn. Jordan ser detta som en hälsning från Gud och bestämmer sig för att nyktra till.
Två år senare arresterar FBI Jordan på grund av Saurel, som arresteras i Florida i ett orelaterat gripande. Saurel har berättat för FBI om Jordans kriminella aktiviteter. Då bevisen mot Jordan är överväldigande, går han med på att samla in bevis mot sina kollegor i utbyte mot överseende.
Då Naomi har fått nog av Jordans livsstil och efter att ha haft sex med Jordan, berättar hon för Jordan att hon skiljer sig från honom och att hon vill ha ensam vårdnad av deras barn. Sedan deras meningsskiljaktigheter har förorsakat en våldsam konflikt börjar Jordan missbruka kokain och försöker kidnappa deras dotter Skylar. Han kraschar då sin bil i ett staket. Naomi och Jordans hushållerska räddar Skylar från fordonet och lämnar Jordan, blödande och skadad, i bilen.
Nästa morgon tvingas Jordan bära en dold mikrofon på arbetet. Jordan varnar Donnie för mikrofonen, genom att visa honom ett skrivet meddelande när de pratar. Då han känner sig besviken och förrådd, ger Donnie noteringen till FBI, och Jordan arresteras för att ha brutit mot deras avtal. FBI gör en räd och stänger ner Stratton Oakmont.
Trots detta brott får Jordan ett sänkt straff för sitt vittnemål och straffet sänks till 36 månader på ett lågsäkerhetsfängelse i Nevada.

## Rollista (urval)
- Leonardo DiCaprio – Jordan Belfort[4][5]
- Jonah Hill – Donnie Azoff (baserad på Danny Porush)[6][7]
- Margot Robbie – Naomi Lapaglia (Jordans andra fru) [8][9]
- Matthew McConaughey – Mark Hanna[10]
- Kyle Chandler – Patrick Denham
- Rob Reiner – Max Belfort[11][12]
- Jon Bernthal – Brad Bodnick[13]
- Jon Favreau – Manny Riskin
- Jean Dujardin – Jean-Jacques Saurel[14]
- Joanna Lumley – Moster Emma
- Cristin Milioti – Teresa Petrillo (Jordans första fru) [15]
- Christine Ebersole – Leah Belfort
- Shea Whigham – Kapten Ted Beecham
- Katarina Čas – Chantalle Bodnick
- P.J. Byrne – Nicky "Rugrat" Koskoff
- Kenneth Choi – Chester Ming[16]
- Brian Sacca – Robbie "Pinhead" Feinberg
- Henry Zebrowski – Alden "Sea Otter" Kupferberg
- Ethan Suplee – Toby Welch
- Barry Rothbart – Peter Diblasio
- Jake Hoffman – Steve Madden
- Mackenzie Meehan – Hildy Azoff[17][18][19]
- Spike Jonze – Dwayne
- Bo Dietl – Sig själv
- Jon Spinogatti – Nicholas
- Madison McKinley – Heidi[20][21]
- Aya Cash – Janet
- Rizwan Manji – Kalil
- Stephanie Kurtzuba – Kimmie Belzer
- J. C. MacKenzie – Lucas Solomon
- Ashlie Atkinson – Rochelle Applebaum
- Thomas Middleditch – Stratton Broker i en fluga
- Stephen Kunken – Jerry Fogel
- Edward Herrmann – Stratton Oakmont reklamberättare
- Ted Griffin – Agent Hughes
- Fran Lebowitz – Judge Samantha Stogel
- Robert Clohessy – Nolan Drager
- Natasha Newman Thomas – Danielle Harrison
- Sandra Nelson – Aliyah Farran
- Welker White – En servitris
- Aaron Lazar – Blair Hollingsworth
- Steve Witting – SEC-advokat
- Donnie Keshawarz – Stratton Oakmont Broker
- Chris Riggi – Party Broker
- Sharon Jones – a wedding singer
- Zineb Oukach – En Naomi-värdinna
- Ashley Springer – En arbetssökande
- Peter Youngblood Hills – En man i publiken
- Shea Coleman – Skylar Belfort (14 månader gammal)
- Giselle Eisenberg – Skylar Belfort (4 år gammal)
- Jordan Belfort – Auckland Straight Line-värd

## Om filmen
Inspelningen påbörjades i augusti 2012 i New York. Vissa scener spelades även in i New Jersey. Inspelningen avslutades i början av 2013. Filmen var först tänkt att släppas den 15 november 2013. Datumet sköts upp till juldagen eftersom studion ville korta ner speltiden till 3 timmar.
Manusförfattaren Terence Winter hade tidigare arbetat med Scorsese på TV-serien Boardwalk Empire.
Leonardo DiCaprio belönades med en Golden Globe Award för bästa manliga huvudroll – musikal eller komedi.
Filmen var nominerad till fem Oscars på Oscarsgalan 2014, men vann inte i någon av kategorierna:
- Bästa film (Martin Scorsese, Leonardo DiCaprio, Joey McFarland, Emma Tillinger Koskoff)
- Bästa regi (Martin Scorsese)
- Bästa manliga huvudroll (Leonardo DiCaprio)
- Bästa manliga biroll (Jonah Hill)
- Bästa manus efter förlaga (Terence Winter)

## Soundtrack
| Nr           | Titel                              | Artist(er)                   | Längd |
| ------------ | ---------------------------------- | ---------------------------- | ----- |
| 1.           | Mercy, Mercy, Mercy                | Cannonball Adderley          | 5:11  |
| 2.           | Dust My Broom                      | Elmore James                 | 2:53  |
| 3.           | Bang! Bang!                        | Joe Cuba                     | 4:06  |
| 4.           | Movin' Out (Anthony's Song)        | Billy Joel                   | 3:29  |
| 5.           | C'est si bon                       | Eartha Kitt                  | 2:58  |
| 6.           | Goldfinger                         | Sharon Jones & The Dap-Kings | 2:30  |
| 7.           | Pretty Thing                       | Bo Diddley                   | 2:49  |
| 8.           | Moonlight in Vermont               | Ahmad Jamal                  | 3:10  |
| 9.           | Smokestack Lightning               | Howlin' Wolf                 | 3:07  |
| 10.          | Hey Leroy, Your Mama's Callin' You | The Jimmy Castor Bunch       | 2:26  |
| 11.          | Double Dutch                       | Malcolm McLaren              | 3:56  |
| 12.          | Never Say Never                    | Romeo Void                   | 5:54  |
| 13.          | Meth Lab Zoso Sticker              | 7horse                       | 3:42  |
| 14.          | Road Runner                        | Bo Diddley                   | 2:46  |
| 15.          | Mrs. Robinson                      | The Lemonheads               | 3:44  |
| 16.          | Cast Your Fate to the Wind         | Allen Toussaint              | 3:19  |
| Total längd: | Total längd:                       | Total längd:                 | 56:30 |